# Lijst van rijksmonumenten in Nijmegen (gemeente)
De gemeente Nijmegen telt 261 inschrijvingen in het rijksmonumentenregister. Hieronder een overzicht.

## Lent
De plaats Lent telt 9 inschrijvingen in het rijksmonumentenregister. Zie Lijst van rijksmonumenten in Lent voor een overzicht.

## Nijmegen
De plaats Nijmegen telt 241 inschrijvingen in het rijksmonumentenregister. Zie Lijst van rijksmonumenten in Nijmegen (plaats) voor een overzicht.

## Oosterhout
De wijk Oosterhout, kent 11 rijksmonumenten. Zie hieronder een overzicht. 
| Object                                      | Oorspronkelijke functie?  | Bouwjaar                      | Architect | Locatie                 | Coördinaten?                  | Nr.?   | Afbeelding                     |
| ------------------------------------------- | ------------------------- | ----------------------------- | --------- | ----------------------- | ----------------------------- | ------ | ------------------------------ |
| Oosterhout: hoofdgebouw                     | Kasteel, buitenplaats     | ca. 1850                      |           | Waaldijk 49             | 51° 52' 28" NB, 5° 50' 21" OL | 520308 | Meer afbeeldingen              |
| Oosterhout: historische tuin- en parkaanleg | Tuin, park en plantsoen   | ca. 1850                      |           | Waaldijk bij 49         | 51° 52' 24" NB, 5° 50' 19" OL | 520309 | Meer afbeeldingen              |
| Oosterhout: tuinmuren                       | Tuin, park en plantsoen   | 19e eeuw                      |           | Waaldijk bij 49         | 51° 52' 24" NB, 5° 50' 19" OL | 520311 | Meer afbeeldingen              |
| Oosterhout: prieel                          | Tuin, park en plantsoen   | 19e eeuw                      |           | Waaldijk bij 49         | 51° 52' 24" NB, 5° 50' 19" OL | 520312 | Meer afbeeldingen              |
| Oosterhout: koetshuis annex stal            | Bijgebouwen kastelen enz. |                               |           | Waaldijk 50             | 51° 52' 28" NB, 5° 50' 21" OL | 520313 | Meer afbeeldingen              |
| Oosterhout: paardenstal                     | Bijgebouwen kastelen enz. | 19e eeuw                      |           | Waaldijk 50             | 51° 52' 28" NB, 5° 50' 21" OL | 520314 | Meer afbeeldingen              |
| Huis Oosterhout: schuur                     | Bijgebouwen kastelen enz. | laatste kwart van de 19e eeuw |           | Waaldijk 50             | 51° 52' 28" NB, 5° 50' 21" OL | 527421 | Meer afbeeldingen              |
| Huis Oosterhout: dienstwoning               | Bijgebouwen kastelen enz. | ca. 1915                      |           | Oude Groenestraat 1-3   | 51° 52' 28" NB, 5° 50' 1" OL  | 529145 | Huis Oosterhout: dienstwoning  |
| Huis Oosterhout: boerderij                  | Bijgebouwen kastelen enz. | 19e eeuw of ouder             |           | Oude Groenestraat 11    | 51° 52' 34" NB, 5° 50' 5" OL  | 529146 | Huis Oosterhout: boerderij     |
| Huis Oosterhout: kleine schuur              | Bijgebouwen kastelen enz. | 1917                          |           | Van Boetzelaerstraat 14 | 51° 52' 33" NB, 5° 50' 6" OL  | 529147 | Huis Oosterhout: kleine schuur |
| Huis Oosterhout: grote schuur               | Bijgebouwen kastelen enz. | 1917                          |           | Van Boetzelaerstraat 12 | 51° 52' 33" NB, 5° 50' 7" OL  | 529148 | Meer afbeeldingen              |